# Barbara Zdunk
Barbara Zdunk (Sdunk) (ur. 1769, zm. 21 sierpnia 1811 w Reszlu) – ostatnia osoba w Europie stracona przez spalenie na stosie.

## Życiorys
Barbara Zdunk miała urodzić się koło Bartoszyc, w rodzinie pastucha Urbana. Gdy miała 9 lat opuściła dom i zaczęła pracować. Mając 17 lat wdała się w romans z bliżej nieznanym żołnierzem, ale do zawarcia małżeństwa nie doszło. Jakiś czas później poślubiła innego żołnierza, nazwiskiem Sdunk, lecz po sześciu tygodniach jej małżeństwo się rozpadło. W późniejszym okresie miała wielu kochanków. Jednym z nich został dwudziestodwuletni parobek Jakob Auster, młodszy od niej o 16 lat. Była matką kilkorga dzieci ze związków pozamałżeńskich.
Zdunk, nieszczęśliwie zakochana w znacznie młodszym od siebie mężczyźnie miała podłożyć ogień, który wybuchł w Reszlu w nocy z 16 na 17 września 1807. Została oskarżona o wzniecenie z zemsty pożaru domu, w którym nocował Auster, w wyniku którego zajęło się sześć budynków i zginęło dwoje ludzi. W wyniku śledztwa aresztowana została oskarżona o wywołanie pożaru za pomocą czarów, a sąd miejski skazał ją na śmierć przez spalenie na stosie. Oskarżenia i skazanie Zdunk wywołało wiele kontrowersji – możliwe było, że Zdunk była upośledzona umysłowo, a w rzeczywistości Reszel podpalili polscy żołnierze armii napoleońskiej. Jej sprawa przeszła przez wszystkie instancje sądownictwa pruskiego, aż do króla Fryderyka Wilhelma III Pruskiego, który ostatecznie wyrok zatwierdził. Przez cały okres trwania procesu oskarżona przebywała w areszcie. W tym czasie była przez dozorców więziennych wykorzystywana do świadczenia nierządu obywatelom Reszla. W więzieniu urodziła dwoje dzieci, z których to urodzone jesienią 1809 zmarło. 21 sierpnia 1811 Zdunk została spalona na ostatnim w Europie stosie. Według niektórych przekazów, Zdunk została uduszona przez kata jeszcze przed podłożeniem ognia, aby oszczędzić jej cierpień. Uduszono ją jednak dyskretnie by nie psuć widowiska zgromadzonym gapiom.
Według ówczesnego pruskiego kodeksu karnego, czarnoksięstwo nie było karalne. Karalne było natomiast podpalenie, a to właśnie za nie skazano Barbarę Zdunk. 

## W kulturze
Sprawa procesu Barbary Zdunk jest często wykorzystywana w promocji miasta Reszel. W 1981 podczas Reszeliady (Dni Reszla) przedstawiono inscenizację, w której w rolę Barbary Zdunk wcieliła się Ewa Lewandowska. 9 września 2004 spektakl „Barbara Zdunk – Ostatnia Czarownica” zaprezentowała grupa taneczna „Reszka”. 20 czerwca 2009 na dziedzińcu zamku w Reszlu uczniowie Szkoły Podstawowej nr 3 w Reszlu przedstawili inscenizację procesu Barbary Zdunk. Kolejna inscenizacja, wystawiona 21 sierpnia 2011, została oprotestowana przez Elżbietę Radziszewską, pełnomocnika rządu ds. równego traktowania, uważającą, że inscenizacja tak drastycznych wydarzeń z przeszłości może być odebrana jako dyskryminacja kobiet i wezwała organizatorów do odwołania przedstawienia.
Na podstawie historii Barbary Zdunk Anna Koprowska-Głowacka napisała opowiadanie, które opublikowała w 2010 w swojej pracy Czarownice z Pomorza i Kujaw.